# Artemísion Óros
Artemísion Óros är ett berg i Grekland.   Det ligger i regionen Peloponnesos, i den södra delen av landet, 110 km väster om huvudstaden Aten. Toppen på Artemísion Óros är 1 748 meter över havet, eller 709 meter över den omgivande terrängen. Bredden vid basen är 14,2 km.
Terrängen runt Artemísion Óros är varierad. Runt Artemísion Óros är det ganska tätbefolkat, med 86 invånare per kvadratkilometer. Närmaste större samhälle är Tripoli, 17,0 km sydväst om Artemísion Óros. Trakten runt Artemísion Óros består i huvudsak av gräsmarker.